# Grote kortneusbuideldas
De grote kortneusbuideldas (Isoodon macrourus) is een buideldas uit het geslacht der kortneusbuideldassen (Isoodon). De wetenschappelijke naam van de soort werd voor het eerst geldig gepubliceerd door John Gould in 1842.

## Kenmerken
De grote kortneusbuideldas is de grootste kortneusbuideldas. Dit dier heeft een harde vacht en een harige hiel. De bovenkant van het lichaam is bruin, de onderkant vuilwit, met een geleidelijke overgang via de gelige flanken. De staart is van boven bruin en van onderen geel. De oren zijn kort en rond. De kop-romplengte bedraagt 300 tot 470 mm, de staartlengte 80 tot 210 mm en het gewicht bij vrouwtjes 500 tot 1500 g en 500 tot 3000 g bij mannetjes.

## Leefwijze
Deze agressieve, solitaire soort is 's nachts actief, leeft op de grond, vormt territoria en eet onder andere geleedpotigen, fruit en zaden, die hij uit de bodem opgraaft. Net als andere buideldassen bouwt hij een nest van plantaardig materiaal in dichte vegetatie. Vrouwtjes kunnen elke tien weken een nest van tot vier jongen krijgen, die meestal in alle maanden kunnen worden geboren.

## Voorkomen
De soort komt voor in Noord-Australië van de Kimberley (West-Australië) tot de rivier Hawkesbury in New South Wales, en in de laaglanden (tot 1200 m) van zuidelijk en zuidoostelijk Nieuw-Guinea. In Australië komt de soort voor in bos, open bos, grasland en tuinen, op Nieuw-Guinea in open bos en grasland.

## Ondersoorten
De gouden kortneusbuideldas heeft de volgende ondersoorten:
- Isoodon macrourus macrourus (Gould, 1842) – komt voor in het noorden van West-Australië en het Noordelijk Territorium.
- Isoodon macrourus moresbyensis (Ramsay, 1877) – komt voor op Nieuw-Guinea.
- Isoodon macrourus torosus (Ramsay, 1877) – komt voor in het oosten van Queensland en New South Wales.